# モントレー・ジャズ・フェスティバル
モントレー・ジャズ・フェスティバル（Monterey Jazz Festival）は、カリフォルニア州モントレーで開催されているジャズ・フェスティバル。発起人はラジオDJのジミー・リヨンズ。

## 歴史
音楽祭はモントレー・カウンティ・フェアグラウンズで、毎年9月第3週末に開催されている。